# Liška pouštní
Liška pouštní (Vulpes rueppellii) je druh lišky z čeledi psovitých, vyskytující se především na severu Afriky, obzvláště v Maroku. Výjimečně je možné pozorovat ji i v západní Asii. Byla popsána již roku 1825 a její populace je velká. Tvoří několik poddruhů, které se liší především rozšířením: Vulpes rueppellii caesia, Vulpes rueppellii cyrenaica, Vulpes rueppellii rueppellii, Vulpes rueppellii sabaea a Vulpes rueppellii zarudnyi.

## Popis
Liška pouštní je dlouhá asi 40–52 cm. Její ocas měří 25–39 cm. Váží 1–3 až 5 kg, v závislosti na typu potravy a jejím množství.
Vzdáleně se podobá lišce obecné, ale je lehčeji stavěná. Má měkkou, hustou srst barvy písku nebo stříbřitě šedou, takže splývá s vyprahlým terénem. Má černé skvrny na stranách čenichu a bílé břicho, hrdlo, bradu a zakončení ocasu.

## Ekologie
Běžně se jedná o monogamní zvíře, ale je prokázáno, že v některých oblastech se lišky pouštní sdružují do skupinek čítajících až 15 jedinců. Jedná se o zvíře noční, tudíž ve dne spí a odpočívá ve štěrbinách nebo vyhrabaných norách a v noci shání jídlo. Kvůli bezpečnosti mění doupě po několika dnech. Živí se různými druhy potravy, od trávy po hmyz, plazy a savce.
Časně na jaře tyto lišky rodí mláďata, většinou dvě až tři.